# Hespertalbahn
| Museumszug vor dem alten Empfangsgebäude |                      |                                                                       |                                                                       |
| Kursbuchstrecke (DB): | 12446                |                                                                       |                                                                       |
| Streckenlänge: | 4,6 km               |                                                                       |                                                                       |
| Spurweite: | 1435 mm (Normalspur) |                                                                       |                                                                       |
| Streckengeschwindigkeit: | 15 km/h              |                                                                       |                                                                       |
| |                      |                                                                       |                                                                       |
| \| \| \| von Essen-Überruhr \| \| \| \| \| \| \| \| \| 0,0 \| Essen-Kupferdreh Hespertalbahn (Awanst, ehem. Keilbahnhof Kupferdreh) \| Essen-Kupferdreh Hespertalbahn (Awanst, ehem. Keilbahnhof Kupferdreh) \| \| \| \| \| \| \| \| \| nach Wuppertal-Vohwinkel \| \| \| \| \| Infrastrukturgrenze DB InfraGO / Hespertalbahn \| \| \| \| \| nach Essen-Werden \| \| \| \| \| ehem. Infrastrukturgrenze DB–Hespertalbahn \| \| \| \| \| Essen-Kupferdreh VEH \| \| \| \| \| Anschluss Zeche Prinz Friedrich \| \| \| \| 0,5 \| Zementfabrik (ehem. Übergabebahnhof) \| Zementfabrik (ehem. Übergabebahnhof) \| \| \| 3,1 \| Ausweiche zum Umsetzen \| Ausweiche zum Umsetzen \| \| \| 3,3 \| Haus Scheppen \| Haus Scheppen \| \| \| \| \| \| \| \| \| Margrefstraße \| \| \| \| \| Zeche Pörtingsiepen \| \| \| \| \| \| \| \| \| 4,6 \| Hesperbrück ʘ \| Hesperbrück ʘ \| \| \| \| \| \| \| Quellen: [1][2] \| \| \| \| |                      |                                                                       |                                                                       |
| Strecke |                      | von Essen-Überruhr                                                    | von Essen-Überruhr                                                    |
| |                      |                                                                       |                                                                       |
| Blockstelle | 0,0                  | Essen-Kupferdreh Hespertalbahn (Awanst, ehem. Keilbahnhof Kupferdreh) | Essen-Kupferdreh Hespertalbahn (Awanst, ehem. Keilbahnhof Kupferdreh) |
| |                      |                                                                       |                                                                       |
| Abzweig geradeaus und nach links |                      | nach Wuppertal-Vohwinkel                                              | nach Wuppertal-Vohwinkel                                              |
| Wechsel des Eisenbahninfrastrukturunternehmens |                      | Infrastrukturgrenze DB InfraGO / Hespertalbahn                        | Infrastrukturgrenze DB InfraGO / Hespertalbahn                        |
| Abzweig geradeaus und ehemals nach rechts |                      | nach Essen-Werden                                                     | nach Essen-Werden                                                     |
| ehemaliger Wechsel des Eisenbahninfrastrukturunternehmens |                      | ehem. Infrastrukturgrenze DB–Hespertalbahn                            | ehem. Infrastrukturgrenze DB–Hespertalbahn                            |
| ehemalige Blockstelle |                      | Essen-Kupferdreh VEH                                                  | Essen-Kupferdreh VEH                                                  |
| Abzweig geradeaus und ehemals von links |                      | Anschluss Zeche Prinz Friedrich                                       | Anschluss Zeche Prinz Friedrich                                       |
| Bahnhof | 0,5                  | Zementfabrik (ehem. Übergabebahnhof)                                  | Zementfabrik (ehem. Übergabebahnhof)                                  |
| Blockstelle | 3,1                  | Ausweiche zum Umsetzen                                                | Ausweiche zum Umsetzen                                                |
| Haltepunkt / Haltestelle Strecke ab hier außer Betrieb | 3,3                  | Haus Scheppen                                                         | Haus Scheppen                                                         |
| Verschwenkung von links (Strecke außer Betrieb) · Verschwenkung von rechts (Strecke außer Betrieb) |                      |                                                                       |                                                                       |
| Strecke (außer Betrieb) · Haltepunkt / Haltestelle (Strecke außer Betrieb) |                      | Margrefstraße                                                         | Margrefstraße                                                         |
| Dienststation / Betriebs- oder Güterbahnhof (Strecke außer Betrieb) · Strecke (außer Betrieb) |                      | Zeche Pörtingsiepen                                                   | Zeche Pörtingsiepen                                                   |
| Verschwenkung nach links (Strecke außer Betrieb) · Verschwenkung nach rechts (Strecke außer Betrieb) |                      |                                                                       |                                                                       |
| Kopfbahnhof Streckenende (Strecke außer Betrieb) | 4,6                  | Hesperbrück ʘ                                                         | Hesperbrück ʘ                                                         |
| |                      |                                                                       |                                                                       |
| Quellen: |                      |                                                                       |                                                                       |

Die Hespertalbahn ist eine historische Normalspurbahn mit Dampflokbetrieb nahe dem Hesperbach zwischen dem Alten Bahnhof Kupferdreh und Haus Scheppen am Baldeneysee in Essen.

## Geschichte und Gegenwart

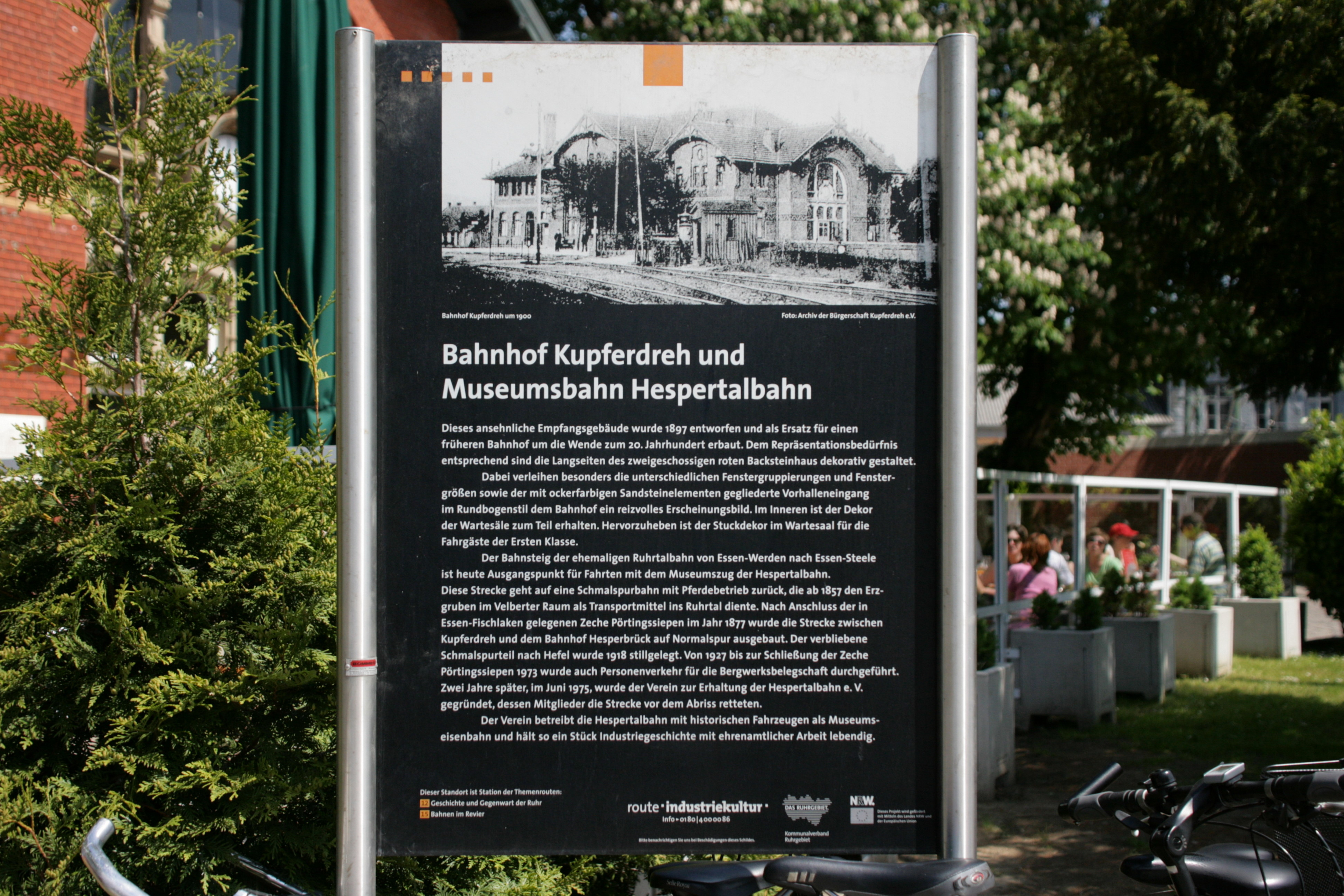
Infotafel am alten Bahnhof

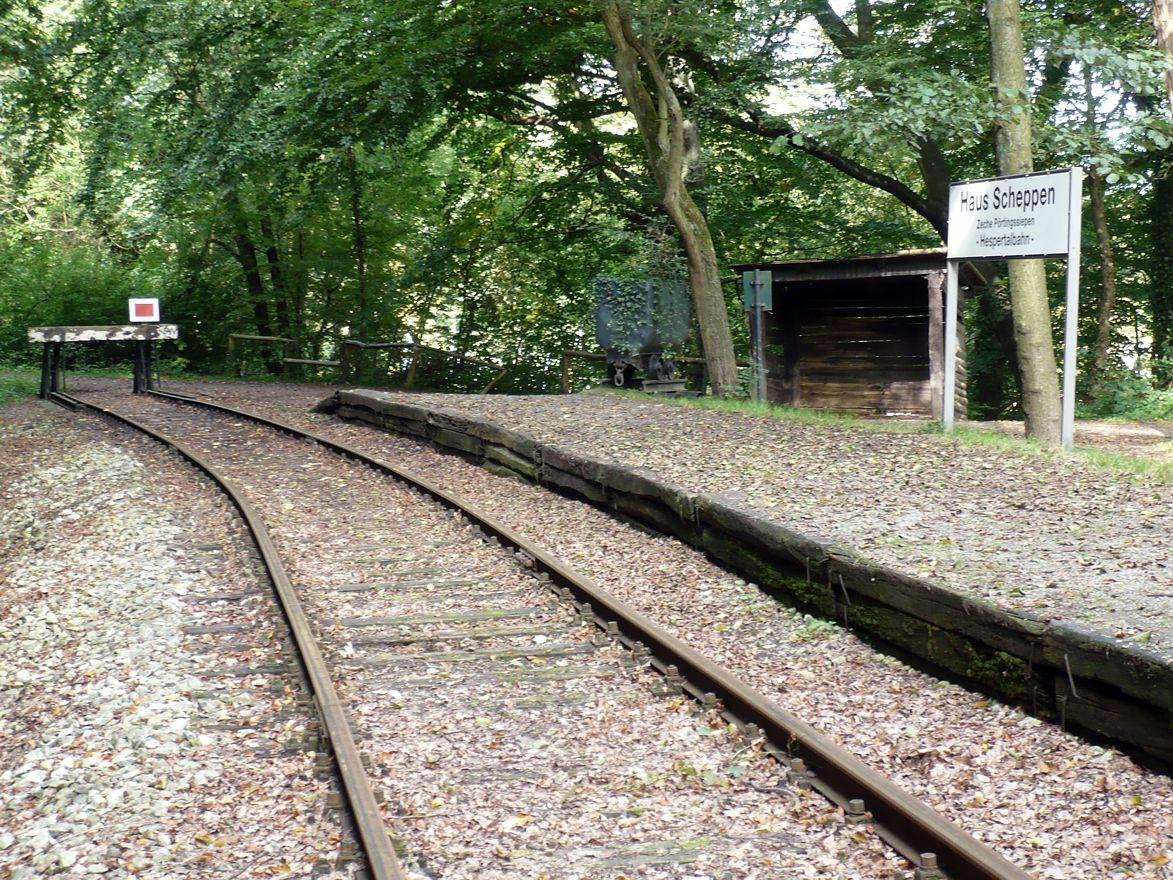
Endstation Haus Scheppen (Zeche Pörtingsiepen), 2007

Als Schmalspurbahn mit Pferdebetrieb erschloss sie ab 1857 Erzgruben, später die Zeche Pörtingsiepen. Der Umbau eines Teils der Gleise in Normalspur erfolgte 1877 bis Hesperbrück. Der obere Teil der Hespertalbahn blieb eine Schmalspurbahn.
Um den Transport des Kalks vom Hefel bis Hesperbrück zu bewältigen, wird, wie in den Jahren 1870/71 eine Schmalspurbahn durch das südliche Hespertal bis zum Hefel gebaut, die man am Oberhesperhof an die alte Schleppbahn anschließt. Sie erschließt als erstes die Kalksteinbrüche der Zeche Stolberg im westlichen Hefelerbachtal durch einen Tunnel. Heute sind die Steinbrüche durch eine nicht mehr benutzte städtische Müllkippe verfüllt als auch durch die A44 überbaut. Der Röbbecker Steinbruch in der Bauerschaft Rottberg wird 1890 mit einer Stichbahn und über einen Bremsberg angeschlossen. Im Jahr 1881 erteilt der Regierungspräsident in Düsseldorf die Genehmigung zur Umwandlung der Schmalspur-Anschlussbahn Hefel–Hesperbrück in eine Eisenbahn mit Dampfbetrieb. 1885 wird die Bahn vom Hefel über Hesperbrück nach Kupferdreh umkonzessioniert und nun unter dem Namen „Hespertalbahn“ betrieben. Es findet auch ein öffentlicher Personenverkehr statt. Im Jahr 1899 beginnt man erneut mit Planungen für einen Eisenbahnanschluss Velberts nach Kupferdreh durch das Hespertal; die Planungen werden jedoch bald wieder aufgegeben. 1917 wurde die Schmalspurbahn stillgelegt. Sichtbare Zeugnisse der Bahn sind ein Bremsberg und einige Trassenreste in Velbert.
Die untere Hespertalbahn blieb wegen der Kohlezechen in Betrieb. Der Bahnverkehr wurde 1973 eingestellt. Seit Juni 1975 betreibt der Verein zur Erhaltung der Hespertalbahn die Strecke als Museumsbahn.
Die Hespertalbahn gehört zur Route der Industriekultur und ist Teil der Themenrouten 12 (Geschichte und Gegenwart der Ruhr) und 15 (Bahnen im Revier).
Die Höchstgeschwindigkeit auf der Strecke beträgt 15 km/h und so ist es nicht ungewöhnlich, dass auf dem parallelen Ruhrtalradweg am Hardenbergufer diese Verkehrsteilnehmer den Zug überholen.
Weil an den Endpunkten keine Umsetzmöglichkeit besteht, erfolgt dies an der Zementfabrik nahe der Station Kupferdreh HTB und durch Wechsel der Zugmaschine am westlichen Endpunkt. Das Zugbegleitpersonal nutzt Funkgeräte zur Kommunikation mit dem Lokführer, da dieser den Zug für einige Meter „blind“ schieben muss.
Der Teil zwischen Haus Scheppen und Hesperbrück wird als Wanderweg genutzt.

## Fuhrpark

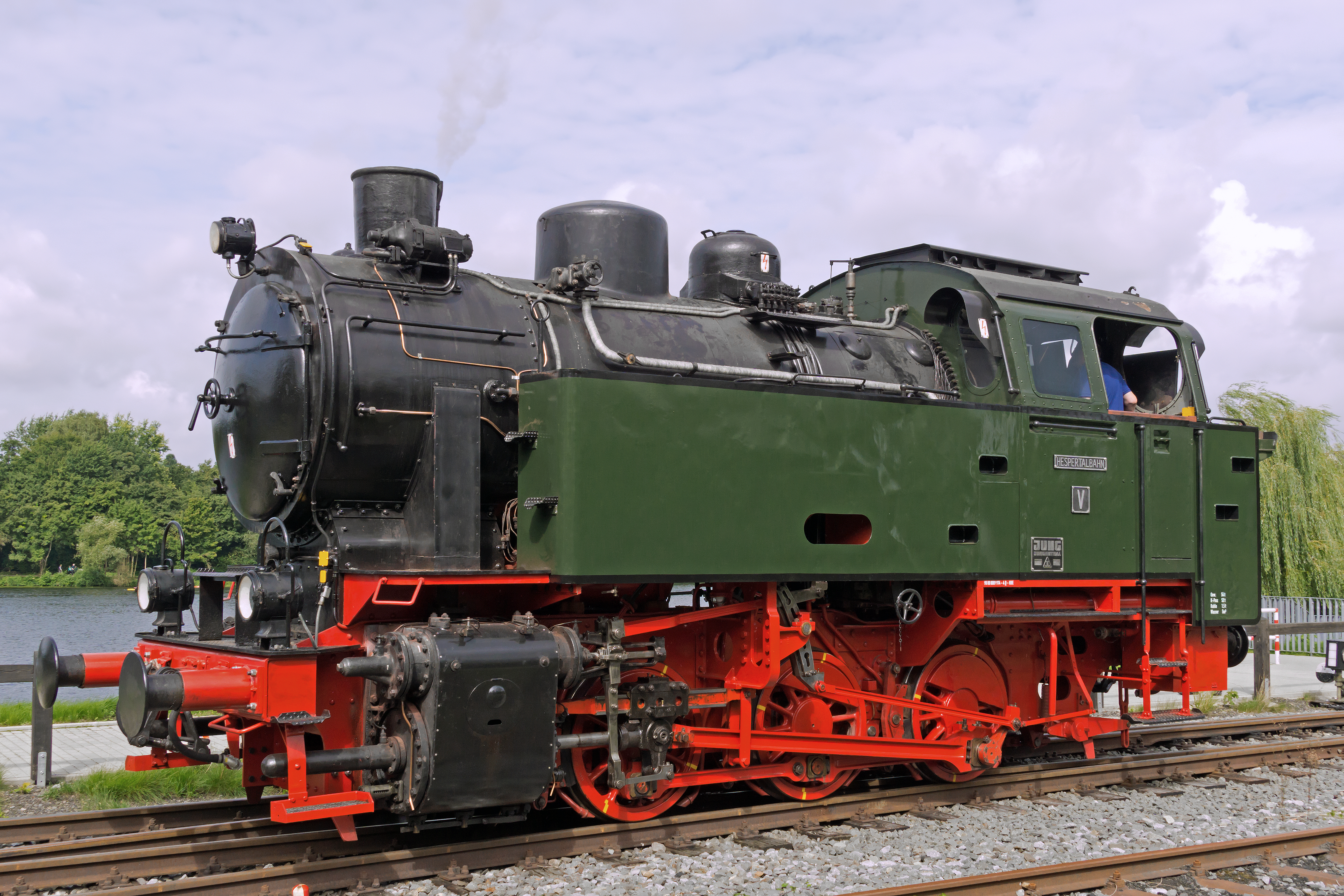
Dampflokomotive Nr. V

Die Hespertalbahn besitzt vier Dampfloks: Bei der seit 2017 wieder betriebsfähigen Lok V handelt es sich um eine C-gekuppelte Tenderlok, die 1956 von Jung gebaut und zuvor bei Elektromark in Hagen eingesetzt wurde. Lok VIII (Baujahr 1961), eine zuvor auf der Zeche Niederberg aktive Maschine vom Typ Knapsack, war lange Zeit die reguläre Zuglok der Museumsdampfzüge; sie ist inzwischen mit Fristablauf abgestellt worden. Die Lok „Pörtingsiepen VII“ von 1923 ist vom Typ „Bismarck“ und war früher auf der Zeche Pörtingsiepen im Einsatz. Sie ist ebenfalls abgestellt, eine spätere Restaurierung ist geplant. Im Dezember 2020 wurde auch die Schwesterlok „Pörtingsiepen VII“, die sich noch in Privatbesitz befindet, an den Verein übergeben und soll kurzfristig fahrbereit aufgearbeitet werden.
Des Weiteren befinden sich vier Diesellokomotiven im Besitz der Hespertalbahn. Als Zuglok für den Museumszug dienen eine Henschel DH 360 Ca von 1961 und eine Henschel DH 240 von 1957. Eine Kleinlok (Kö I) sowie eine O&K-Industrielokomotive des Typs MV 9 stehen für Rangier- und Überführungsfahrten in Betrieb. Als Gleisbaufahrzeug für Material- und Personaltransport steht ein Skl der Bauart Klv 53 zur Verfügung.
Ebenfalls befindet sich seit Dezember 2019 eine Henschel DHG 500 C (ehemals RBH Nr. 400) zur Aufarbeitung bei der Hespertalbahn. Die Lok wurde im Jahr 2019 vor der Verschrottung gerettet, befindet sich im Besitz des Nahverkehrsmuseums Dortmund und soll nach der Aufarbeitung dorthin zurückkehren.
Der Museumszug setzt sich zusammen aus drei vierachsigen und zwei zweiachsigen Personenwagen sowie einem zweiachsigen Gepäckwagen. Einer der zweiachsigen Wagen (Nummer 1002, Baujahr 1910) ist ein Originalfahrzeug der früheren Zechenbahn und stand zwischenzeitlich bei weiteren Museumsbahnen im Einsatz, bevor er 2004 wieder zur Hespertalbahn kam. Ein Wagen gleicher Bauart (Nummer 1004) ist abgestellt vorhanden. Ein weiterer Wagen stammt von den ÖBB, es handelt sich um einen Spantenwagen (Nummer 7139.06).
Die vierachsigen Wagen stammen von der Wilhelmshavener Vorortbahn und waren zuletzt bei der WLE im Einsatz, sie stammen aus dem Jahr 1941. Außerdem gehören weitere Personen- und Güterwagen zum Fuhrpark, vor allem solche der Werkbahnen der RAG Aktiengesellschaft.
Sämtliche Fahrzeuge werden im Betriebsbahnhof/Lokschuppen Essen-Kupferdreh abgestellt. Der Bahnhof Zementfabrik stellte bis 2011 den Betriebsmittelpunkt dar.

## Lokschuppen
Im April 2012 begannen die Bauarbeiten für einen neuen zweigleisigen Lokschuppen am Baldeneysee, der im Sommer 2015 in Betrieb ging. Er befindet sich in unmittelbarer Nähe zum alten Bahnhof. Hier können die Züge der Hespertalbahn untergestellt und restauriert werden. Parallel zum Bau des Schuppens wurde ein neuer Bahnsteig errichtet. Offiziellen Aussagen zufolge betragen die Kosten insgesamt etwa 800.000 €.

## Bildergalerie

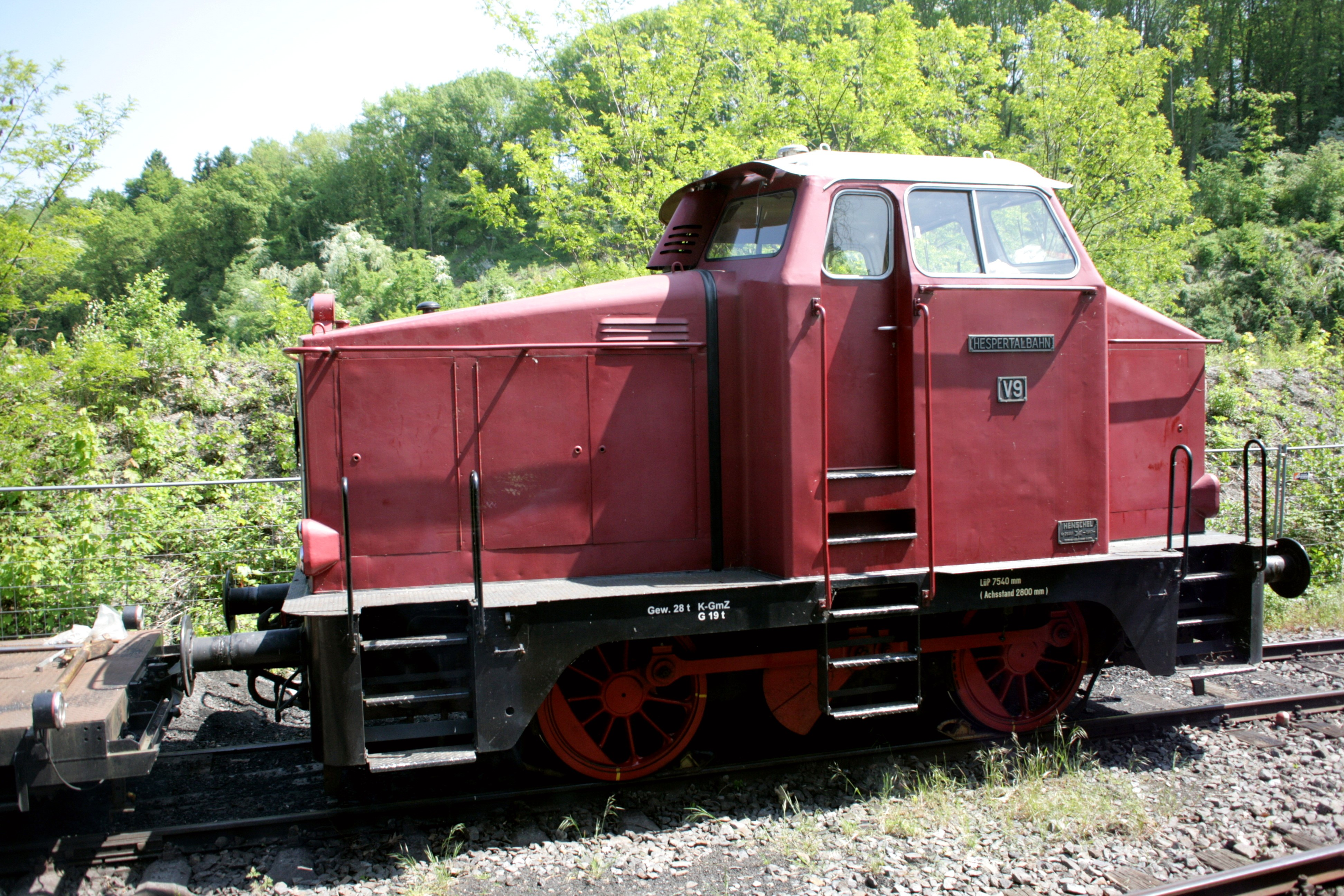
Lok V9, eine Henschel DH 240
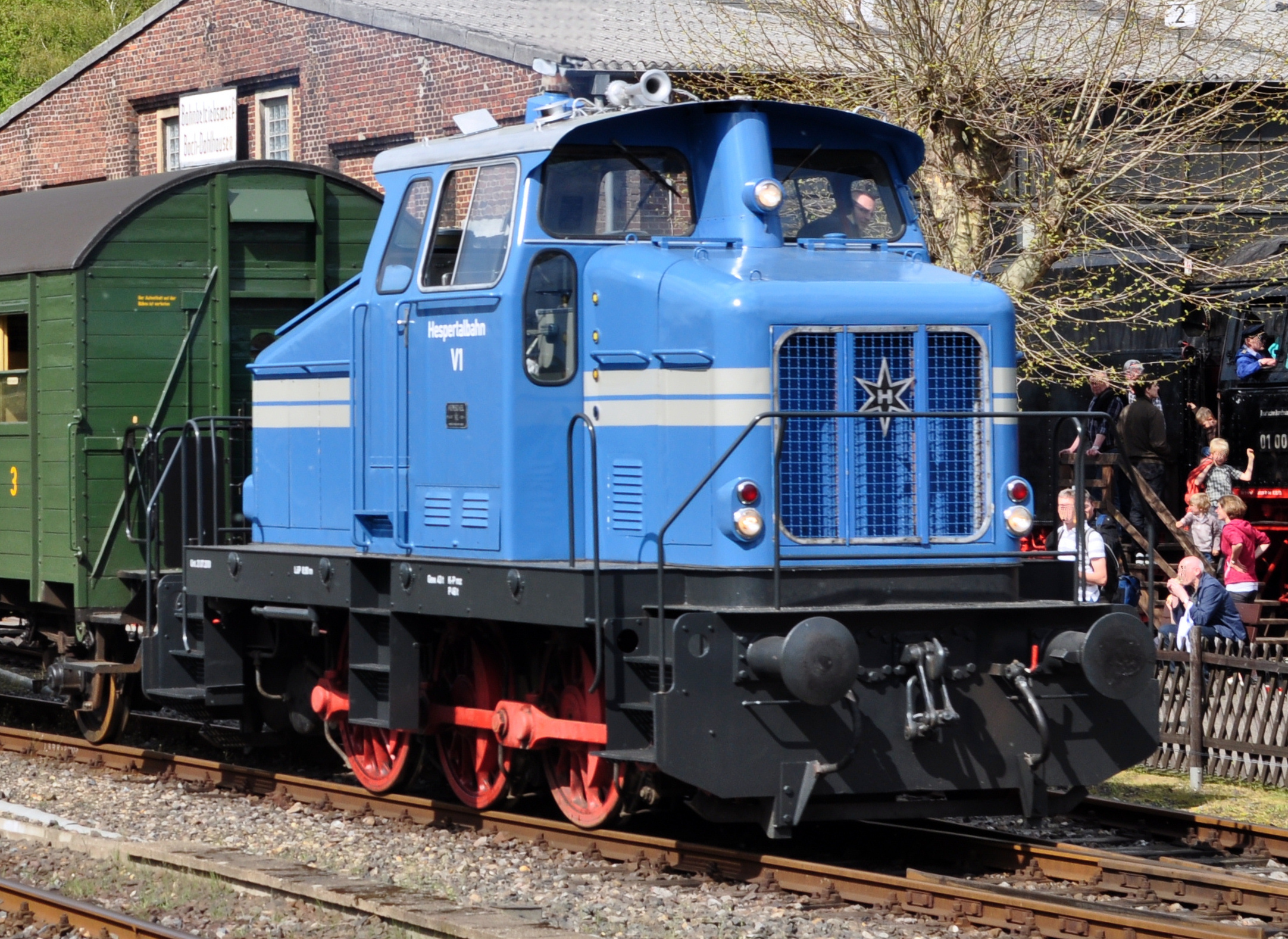
Lok V1, eine Henschel DH 360 Ca
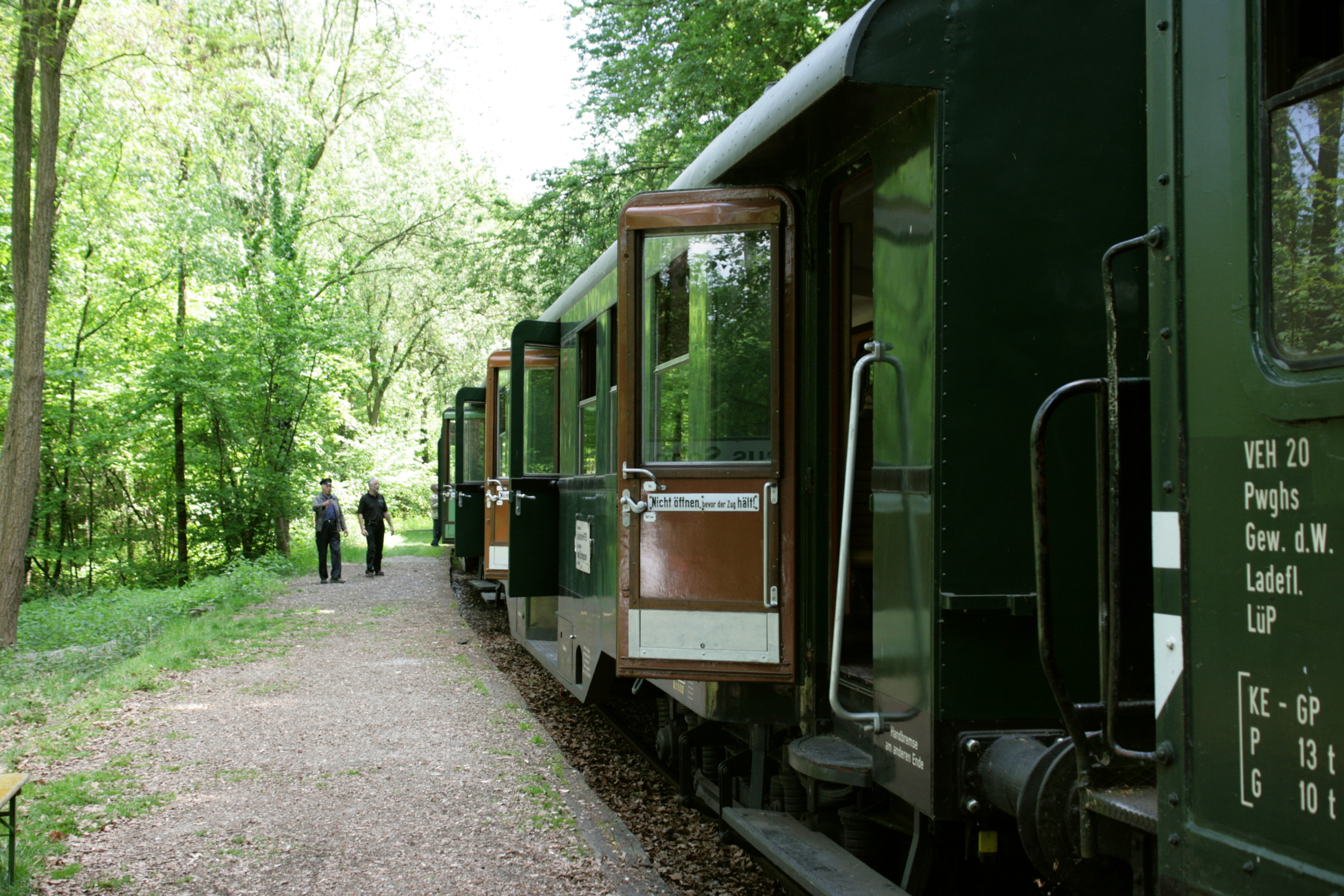
Reisezugwagen
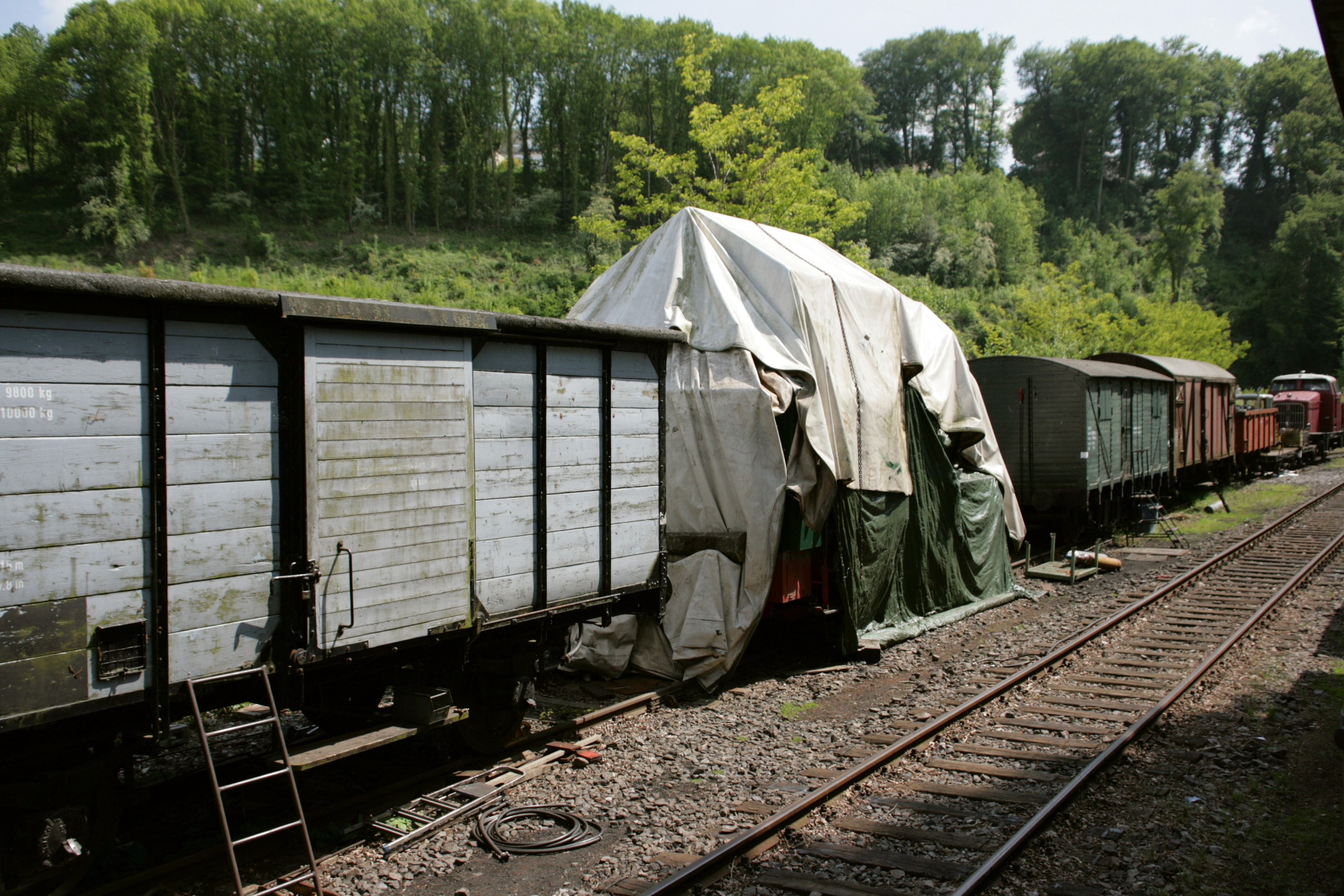
Diverse Güterwagen
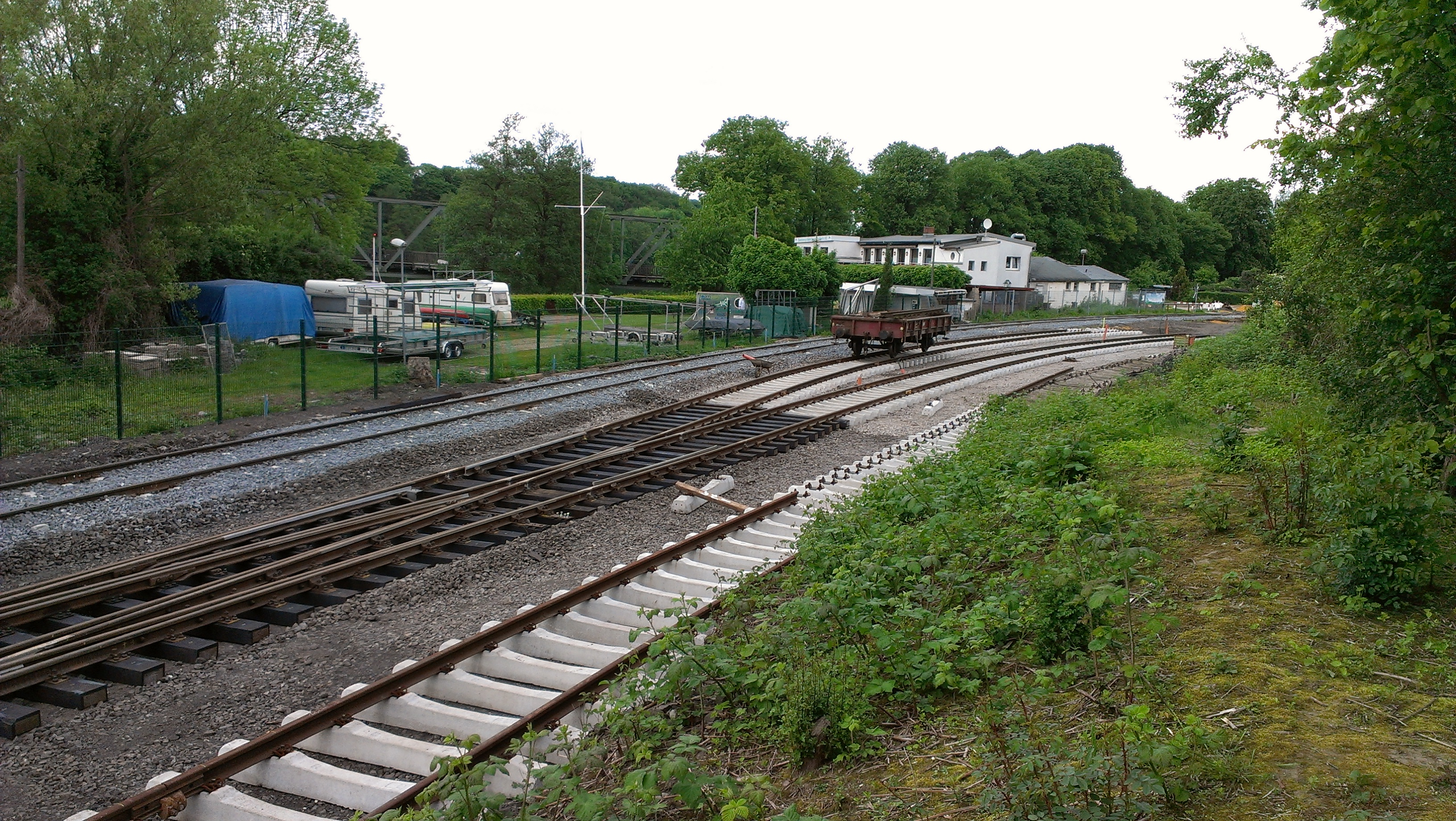
Überblick über das Gelände des neuen Lokschuppens
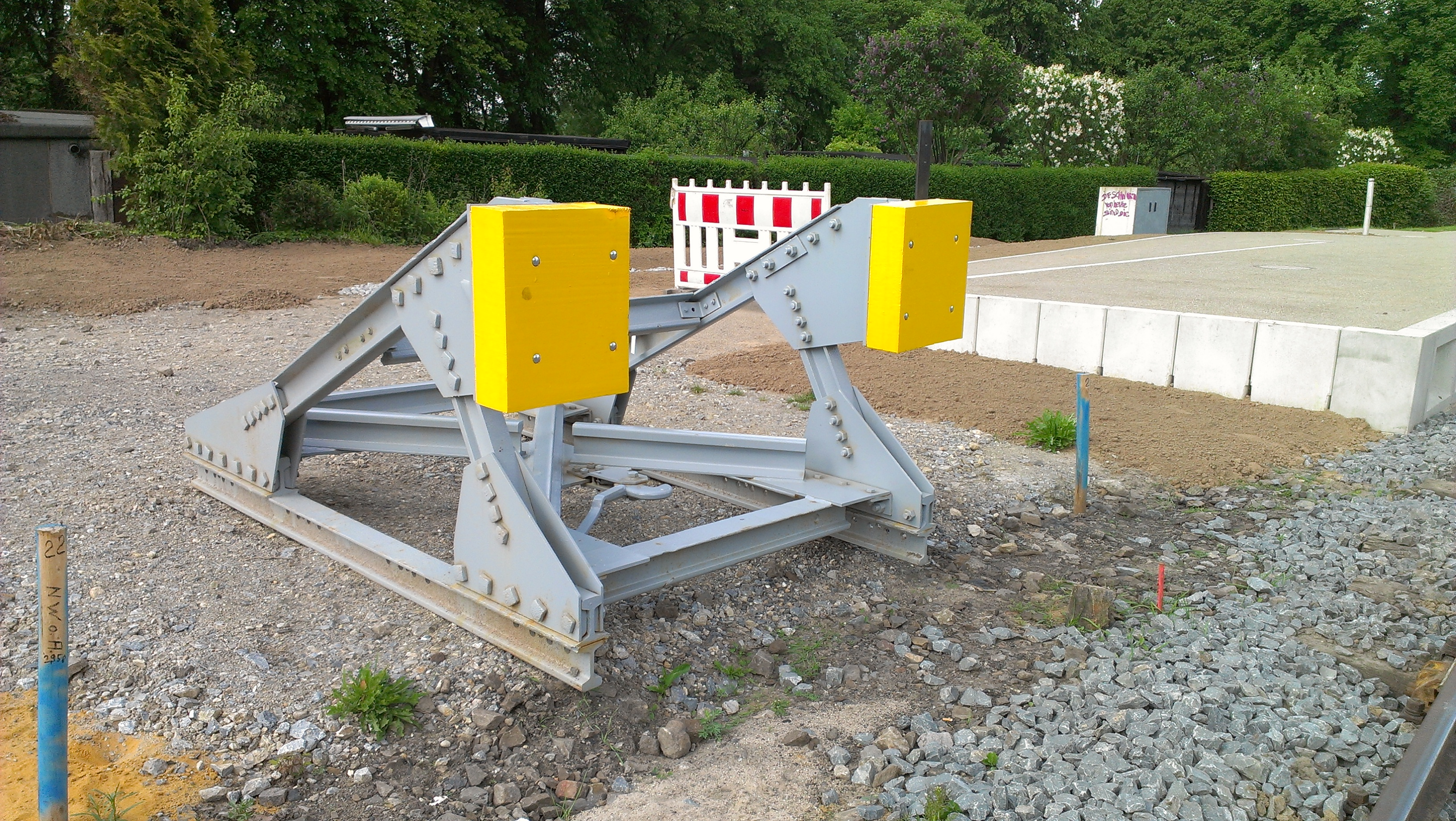
Im Hintergrund der neue Bahnsteig